# SN 1998C
SN 1998C – supernowa typu II odkryta 21 stycznia 1998 roku w galaktyce UGC 3825. W momencie odkrycia miała maksymalną jasność 18,10m.